# Otis tarda
La avutarda común (Otis tarda) es una especie de ave otidiforme de la familia Otidae, el único miembro del género Otis, que da nombre a la familia. Se distribuye por Europa (península ibérica y Europa central) y a través de Asia hasta China, además del norte de África. La mayoría de las poblaciones europeas son sedentarias, pero la mayoría de las asiáticas migran al sur de Asia para pasar el invierno. Existen pocos datos sobre la duración media de vida en libertad, pero se estima en 10-15 años. Posee un gran porte y tiende a correr antes que a volar cuando es molestada. Es gregaria todo el año, pero sobre todo en invierno.

## Descripción

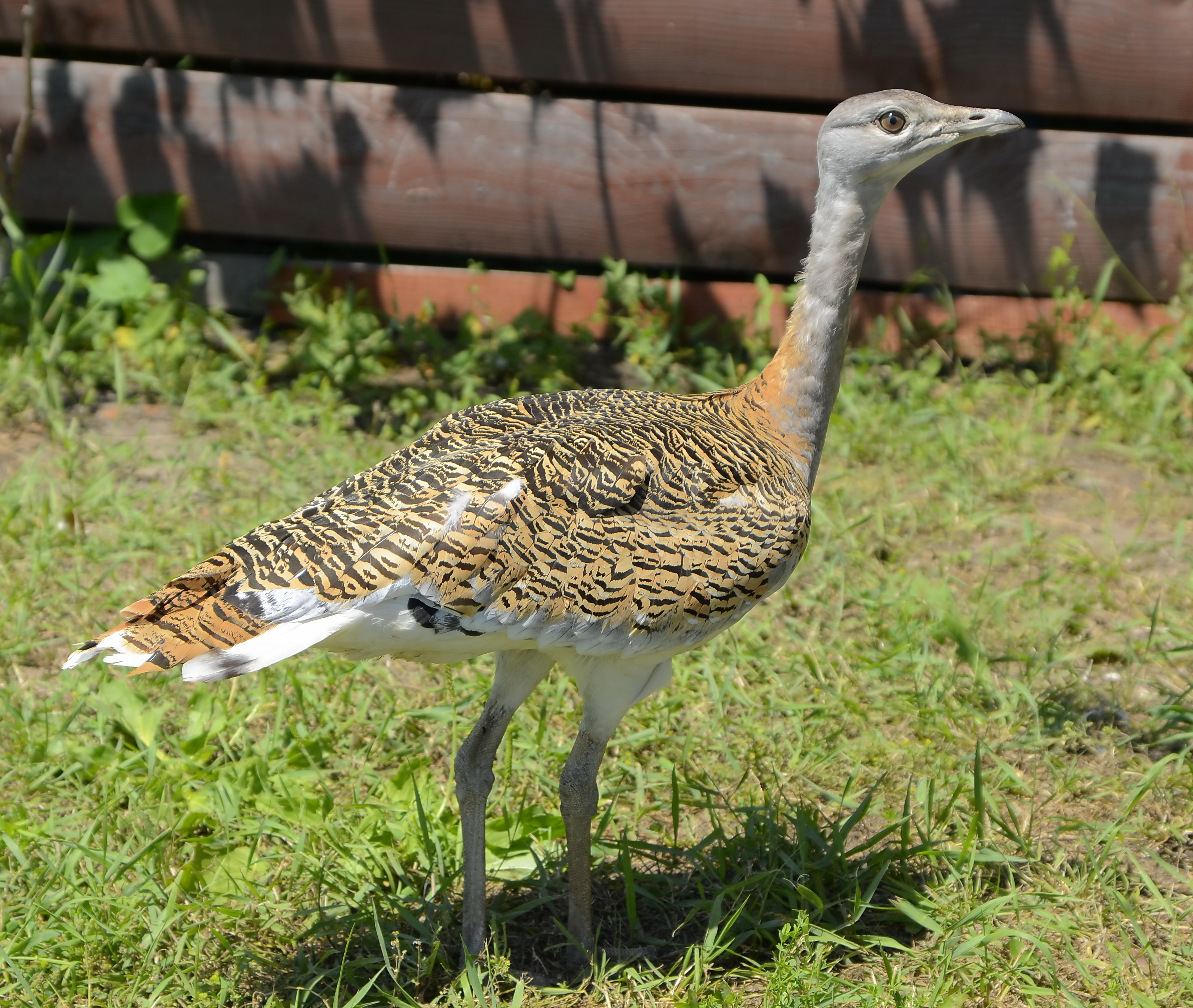
Hembra en cautividad en el zoo de Berdyansk.

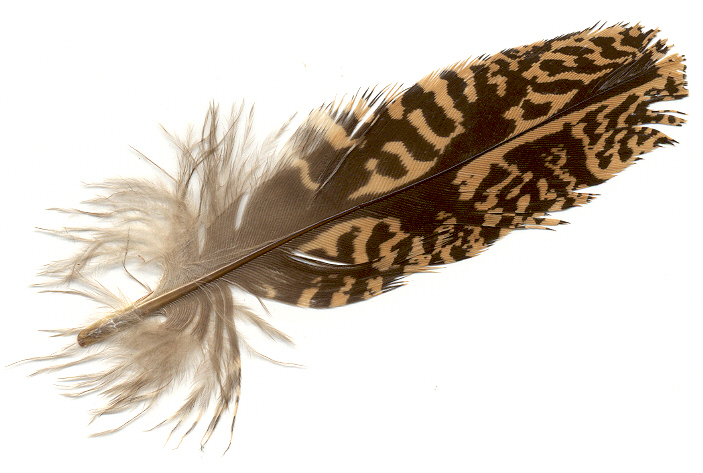
Pluma de avutarda.

La avutarda común es un ave de gran tamaño con patas y cuello largos y un voluminoso cuerpo en forma de barril, adaptada a la forma de vida esteparia típica de su familia. Las avutardas comunes, son la segunda ave voladora más pesada del mundo, junto a la avutarda kori (por detrás del cóndor, el ave voladora más grande). Además es una de las especies vivas de aves con un mayor dimorfismo sexual, en términos de tamaño entre machos y hembras. La única especie conocida con mayor dimorfismo en el tamaño es el pavo real cuelliverde (Pavo muticus) cuyos machos casi cuadriplican el peso de las hembras. Entre las avutardas y el resto de aves vivas su único rival en los registros máximos de peso son las avutardas kori (Ardeotis kori), que son más altas y largas, aunque con menos dimorfismo sexual, y tienen los tarsos relativamente más largos. Por detrás la siguiente en peso es la avutarda india (Ardeotis nigriceps) que es ligeramente menos pesada. Los machos de avutarda común suelen medir entre 90 y 105 cm de alto, con una longitud de alrededor de 115 cm y con una envergadura alar de 2,1 a 2,7 m. El peso de los machos suele oscilar entre los 5,8 y 18 kg. El peso medio registrado en los machos ha sido bastante variable: en Rusia, los machos pesan de media 9,2 kg, en España los machos suelen pesar 9,82 kg durante la época de cría y 10,62 kg fuera de ella, en Alemania pesan una media de 11,97 kg, y en Gran Bretaña antes de su extinción local los machos de avutarda pesaban 13,5  según el Guinness World Records. El ejemplar más pesado verificado fue recolectado en Manchuria y pesaba alrededor de 21 kg. En un estudio en España también se descubrió un macho enorme que pesaba 19 kg. Se ha informado de especímenes más grandes pero sin verificar.
La hembra es un tercio más pequeña en medidas lineales; generalmente mide entre 75 y 85 cm de alto, unos 90 cm de largo, y tiene una envergadura alar de unos 180 cm. Las hembras pesan casi un tercio del peso de los machos. En general el peso de las hembras está entre 3,1 y 8 kg. Como el peso de los machos, el de las hembras es bastante variable: en Alemania las hembras pesan 3,82 kg, en España tienen un peso medio de 4,35 kg y en Rusia 6 kg. Esta última cifra indica que las avutardas orientales (presumiblemente O. t. dybowskii) presentan un dimorfismo sexual considerablemente menos marcado respecto al peso corporal que las demás poblaciones. Quizás por ello la tasa de dimorfismo sexual de 1.5:1 entre hembra y macho resulta distorsionada. Los machos crecen muy deprisa en sus primeros meses de vida y se cree que siguen creciendo, aunque más lentamente, durante toda su vida.
El macho adulto tiene las partes superiores principalmente de color terroso, con listado negro, y blanco en las inferiores, con su cabeza y la parte superior de su largo cuello grises. Su pecho y los laterales inferiores del cuello son castaños y presentan un matiz dorado que se extiende hasta la espalda y tiende a incrementarse con la edad del macho. En la época de cría, el macho presenta unas largas cerdas blancas en la base del pico de color denominadas bigoteras que miden entre 12 y 15 cm. Estas plumas empiezan a crecer al tercer año de vida y están plenamente desarrolladas al sexto año, por lo que a los machos adultos se les conoce como barbones. En vuelo sus largas alas son predominantemente de color blanco. El plumaje de la hembra es similar al del macho, pero algo más apagado y sin bigoteras. Su cuello y pecho son de color anteado y, junto al listado pardo de las partes superiores, les proporciona camuflaje en los hábitats abiertos. Los inmaduros se parecen a las hembras.

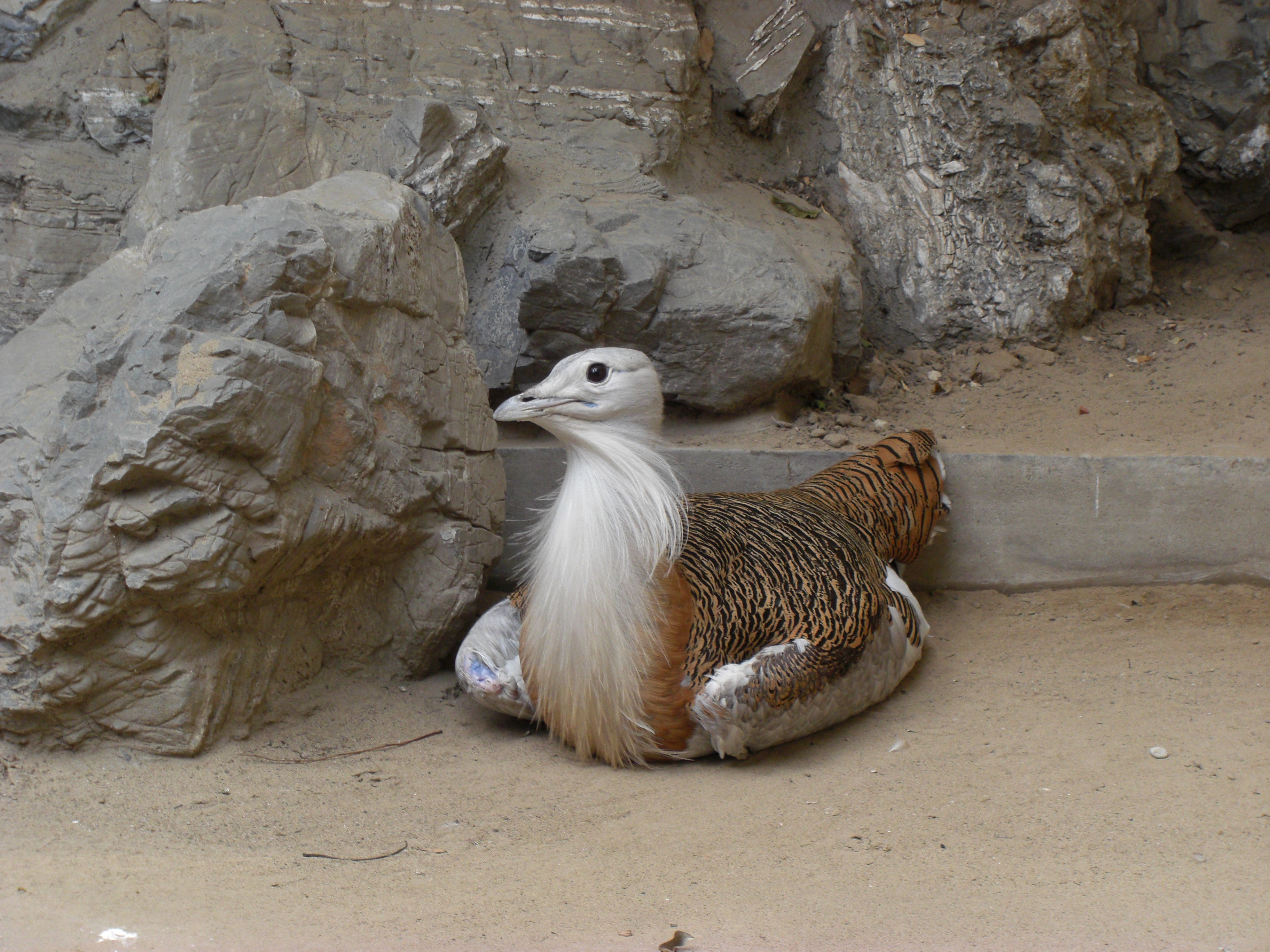
Macho de la subespecie O. t. dybowskii en el zoo de Pekín.

En la subespecie oriental (O. t. dybowskii) el gris se extiende más en ambos sexos y presenta un listado más marcado en la espalda. Otras tres especies de la familia solapan su área de distribución: la avutarda hubara (Chlamydotis undulata), la avutarda hubara asiática (Chlamydotis macqueenii) y el sisón (Tetrax tetrax). Pero ninguno de ellos presenta la característica coloración del plumaje de la avutarda común.
Ambos sexos son por lo general silenciosos, aunque los machos emiten un sonido similar a una pedorreta difícil de escuchar en la naturaleza.

## Taxonomía y etimología
La avutarda común es la única especie del género Otis, perteneciente a la familia Otididae. Actualmente, esta familia de aves que habitan en estepas y desiertos, se clasifica en su propio orden, Otidiformes, aunque tradicionalmente se clasificaba dentro de Gruiformes.
La avutarda común fue descrita científicamente en 1758 por Carlos Linneo, aunque la especie es conocida desde la Antigüedad y ya es referida como avis tarda (ave lenta) en las obras del famoso naturalista romano Plinio el Viejo, de cuyo apócope procede su nombre en español «avutarda», así como el nombre en otras lenguas europeas: abetarda (portugués), avetarda (gallego), bustard (inglés), outarde (francés) u otarda (italiano). Linneo la clasificó con su nombre científico actual, Otis tarda. Otis es la palabra griega que significa «avutarda». Su nombre específico, tarda, procede del término del español antiguo para designar a esta ave, que a su vez proviene de la palabra del latín que significa «lenta», en alusión a la forma de caminar de la especie.
Se reconocen dos subespecies de avutarda común:
- Otis tarda dybowskii Taczanowski, 1874 - ocupa el este de Asia;
- Otis tarda tarda Linnaeus, 1758 se extiende por Europa, el norte de África y el oeste de Asia.

## Hábitat

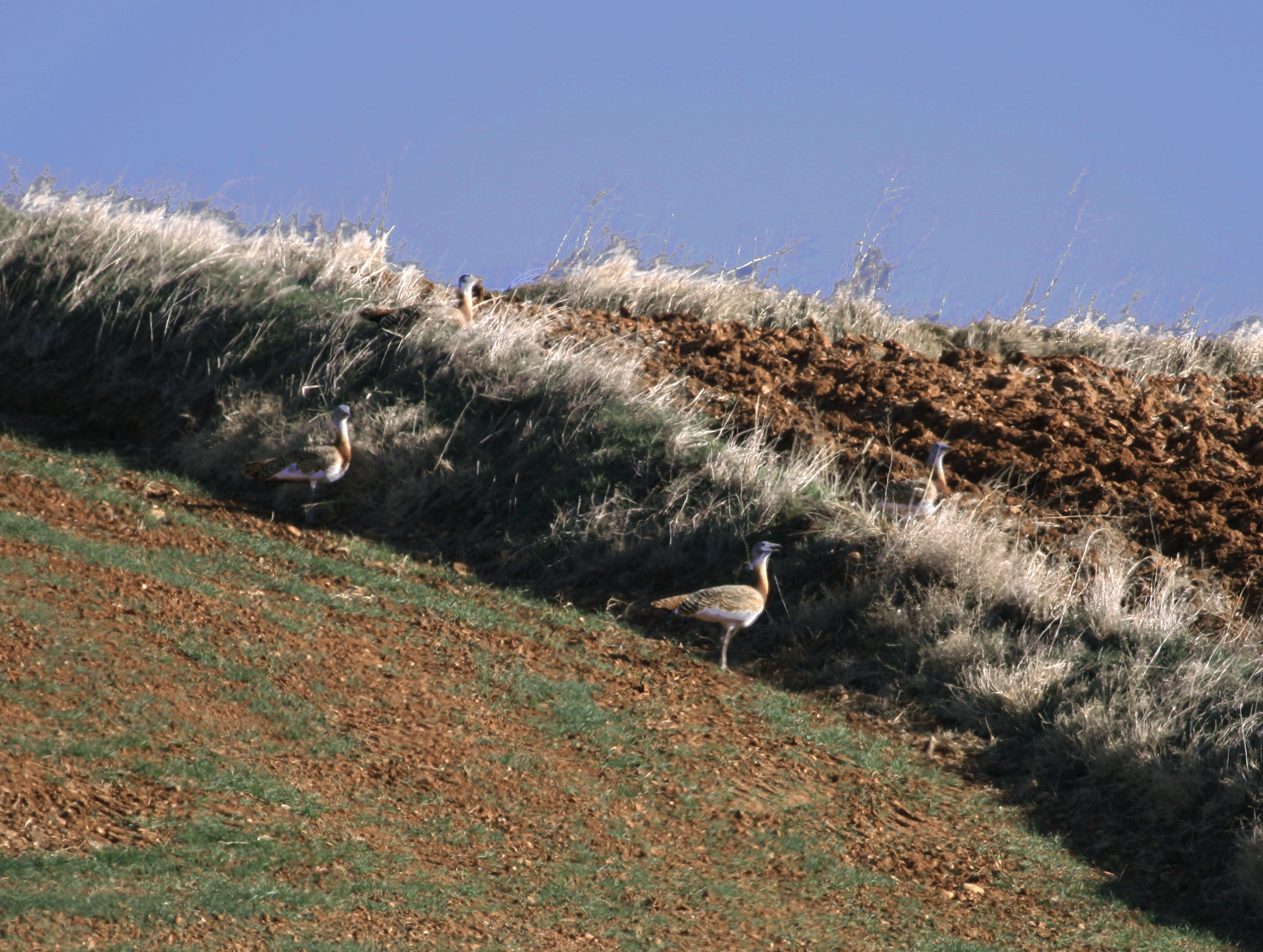
Avutardas entre campos arados en la comunidad de Madrid, España.

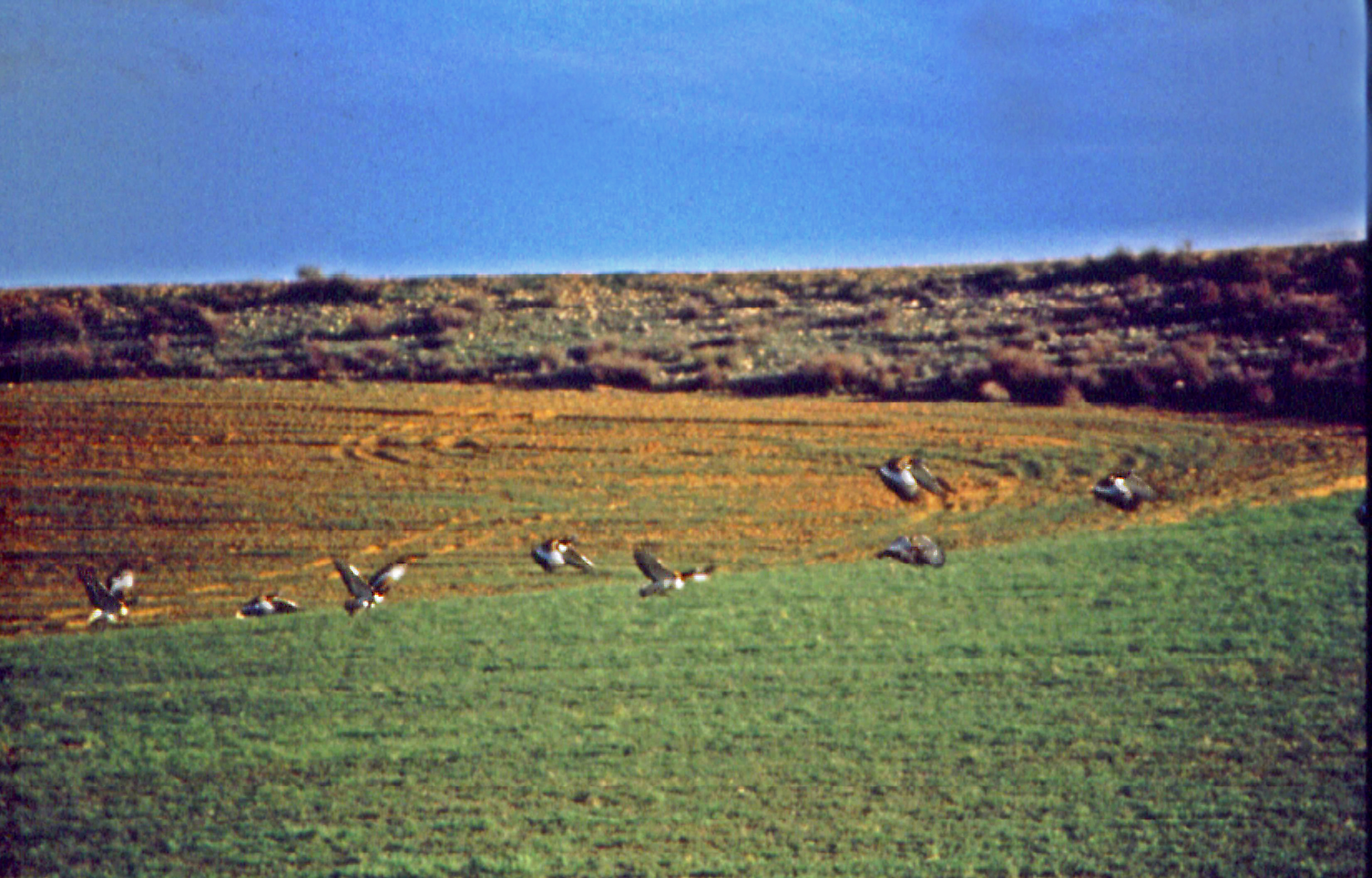
Avutardas levantando el vuelo en la meseta castellana (Alaejos, Valladolid).

Su hábitat original son las estepas y praderas naturales del centro de Asia, pero desde la Antigüedad con el avance de la civilización y la agricultura, se ha adaptado a vivir en las llamadas pseudoestepas o agroestepas (terrenos abiertos con pastoreo extensivo y cultivos de secano, sobre todo de cereal). Por esta razón se expandió en tiempos históricos hacia el oeste de Europa.[cita requerida]
Su hábitat óptimo está constituido por estepas cerealistas de secano, completadas por un mosaico de parcelas en barbecho, de leguminosas, viñas, pequeños olivares, almendrales y algunas áreas de vegetación natural.

## Distribución
Aunque su distribución original se extendía por una amplia franja que iba desde Europa hasta Siberia y China, sus poblaciones han sufrido descensos importantes durante la última mitad del siglo XX en toda su área de distribución. Las poblaciones europeas son principalmente sedentarias, pero las asiáticas se trasladan al Sur en invierno.
En la actualidad cerca del 60% de la población mundial se concentra en la península ibérica. Las poblaciones centroeuropeas están casi extinguidas, quedando solo algún núcleo relevante en las estepas húngaras, existiendo proyectos de recuperación en Alemania y Gran Bretaña. Las poblaciones asiáticas son mucho menos conocidas, pero parecen encontrarse en un estado de conservación muy desfavorable.

### En la península ibérica

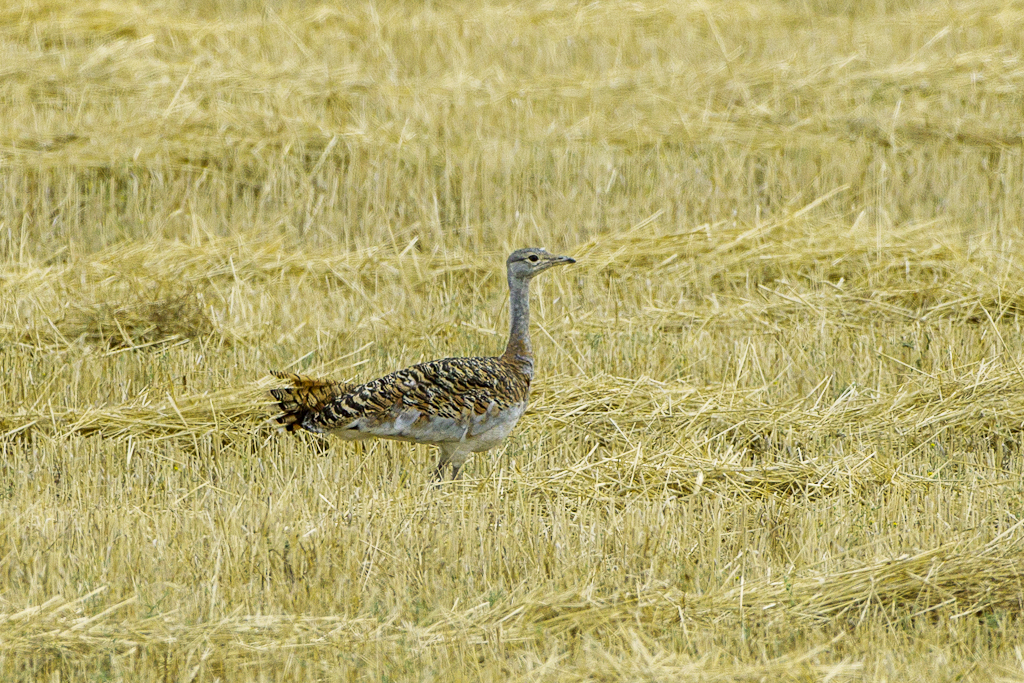
Hembra en Castuera, Badajoz.

Hasta la década de 1980 la avutarda fue pieza cinegética en España, situación que provocó un gran declive de sus poblaciones y la desaparición de muchos núcleos de reproducción. En las últimas décadas, la intensificación agrícola (implantación de regadíos, abandono de prácticas extensivas tradicionales, roturación de pastizales naturales, pérdida de barbechos de larga duración, etc.), la expansión urbanística y proliferación de infraestructuras, la caza ilegal y la colisión con tendidos eléctricos son las principales amenazas responsables de su delicada situación de conservación actual. Todo ello ha supuesto su inclusión en la categoría de vulnerable para España.
No obstante, la población ibérica es la mayor del mundo, y acoge a más de la mitad de la población mundial. En 2005, SEO/BirdLife publicó una monografía con los resultados de los censos efectuados en la península ibérica entre 2000 y 2005 según el cual el tamaño de la población existente actualmente es de unas 25 000 avutardas, casi la mitad en la Comunidad de Castilla y León (donde destacan la comarca de Tierra de Campos y la Reserva Natural de Lagunas de Villafáfila), unas 6 000 en Extremadura, 4 500 en Castilla-La Mancha, 1 200 en la Comunidad de Madrid, menos de un millar en Andalucía (en los núcleos de Bujalance y Osuna) y algo más de un centenar en Aragón.

## Comportamiento
Esta especie es gregaria, especialmente en invierno, cuando se reúnen en grupos o bandadas de hasta varias decenas de individuos. Los grupos de machos y hembras no se mezclan fuera de la época de cría. La avutarda común se caracteriza por su paso lento y majestuoso, pero cuando es molestada tiende a correr antes que volar. No se ha medido su velocidad corriendo, pero se sabe que las hembras adultas corren más que los zorros, que pueden alcanzar una velocidad en carrera de 48 km/h. Pero también muestran un vuelo poderoso, especialmente durante sus desplazamientos estacionales, y pueden alcanzar los 80 km/h en vuelo. Ambos sexos son generalmente silenciosos pero emiten gruñidos cuando están asustados o enfadados. Los machos durante la exhibición de cortejo además de gruñidos emiten sonidos similares a las pedorretas. Las hembras emiten llamadas guturales cuando están en el nido y los polluelos emiten gorjeos para comunicarse con su madre.
Las poblaciones de la especie de Rusia y Asia oriental son migratorias y se congregan en grandes cantidades en emplazamientos premigratorios para trasladarse en grupo a sus cuarteles de invierno. En el resto de su área de distribución, como Asia central, solo realizan migraciones parciales dependientes de la disponibilidad de comida. En la península ibérica la minoría de avutardas que migra parece elegir diferentes periodos según el sexo, aunque no se conoce ninguna población que use los mismos campos para pasar el invierno y el verano.
Durante las mañanas invernales los bandos de hembras buscan alimento con más Intensidad que los de machos. Esta diferencia sexual crece a medida que disminuye la disponibilidad de leguminosas.

### Alimentación
La avutarda es omnívora y su dieta varía con las estaciones del año. En agosto, en el noroeste de España, el 48,4% de la dieta de los adultos se compone de materia vegetal verde, el 40,9% de invertebrados y el 10,6% de semillas. En la misma población, durante el invierno, las semillas y la materia vegetal verde conforman casi la totalidad de su dieta. Al parecer la alfalfa es el alimento preferido de las avutardas en España. Otras plantas por las que presentan predilección son las legumbres, las crucíferas, el diente de león, las uvas y los granos de trigo y cebada. Entre sus presas animales, destacan los insectos, que son el principal alimento de las jóvenes avutardas durante su primer verano, aunque cambian a la dieta herbívora estacional de los adultos en invierno. Los coleópteros (como los escarabajos), los himenópteros (como abejas, avispas y hormigas) y los ortópteros (como grillos, saltamontes y langostas) son los insectos más consumidos, dependiendo principalmente de la abundancia y disponibilidad de cada uno de ellos. También pueden consumir pequeños vertebrados, como pequeños roedores, ranas, lagartijas y polluelos de otras aves, como su suplemento cuando surge la oportunidad. El consumo de  uvas, aceitunas, tomatito del diablo Solanum nigrum, etc. no ha sido identificado correctamente como frugívoro hasta fechas recientes. Algunas diferencias sexuales en la dieta de la avutarda podrían ser consecuencia del dimorfismo sexual.
La avutarda común consume escarabajos meloidos del género Meloe posiblemente por el efecto contra los patógenos que tiene la cantarina (sustancia tóxica producida por el escarabajo), así como por una posible función estimulante para incrementar la libido de los machos.  Durante el cortejo las avutardas seleccionan algunas plantas que tienen actividad en el laboratorio contra parásitos y patógenos modelo.

### Reproducción

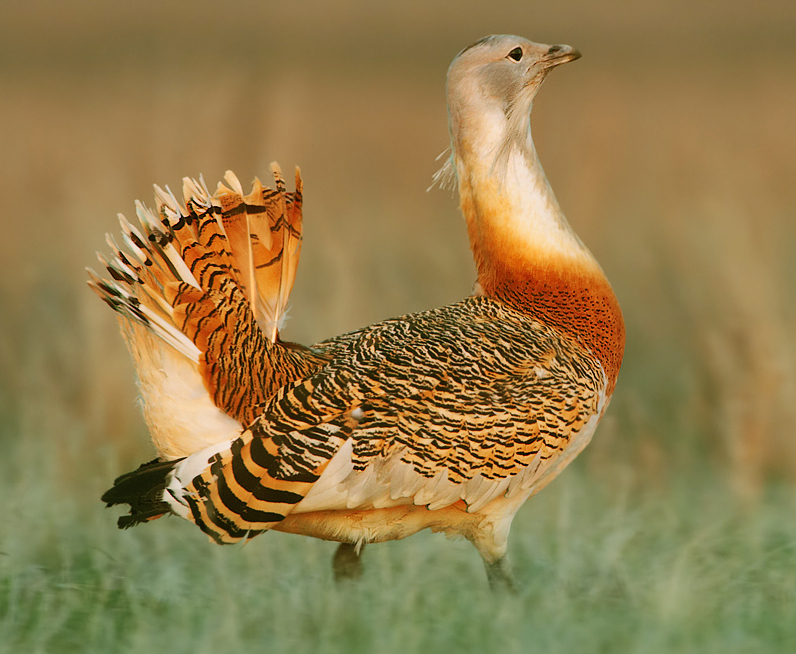
Macho pavoneándose.

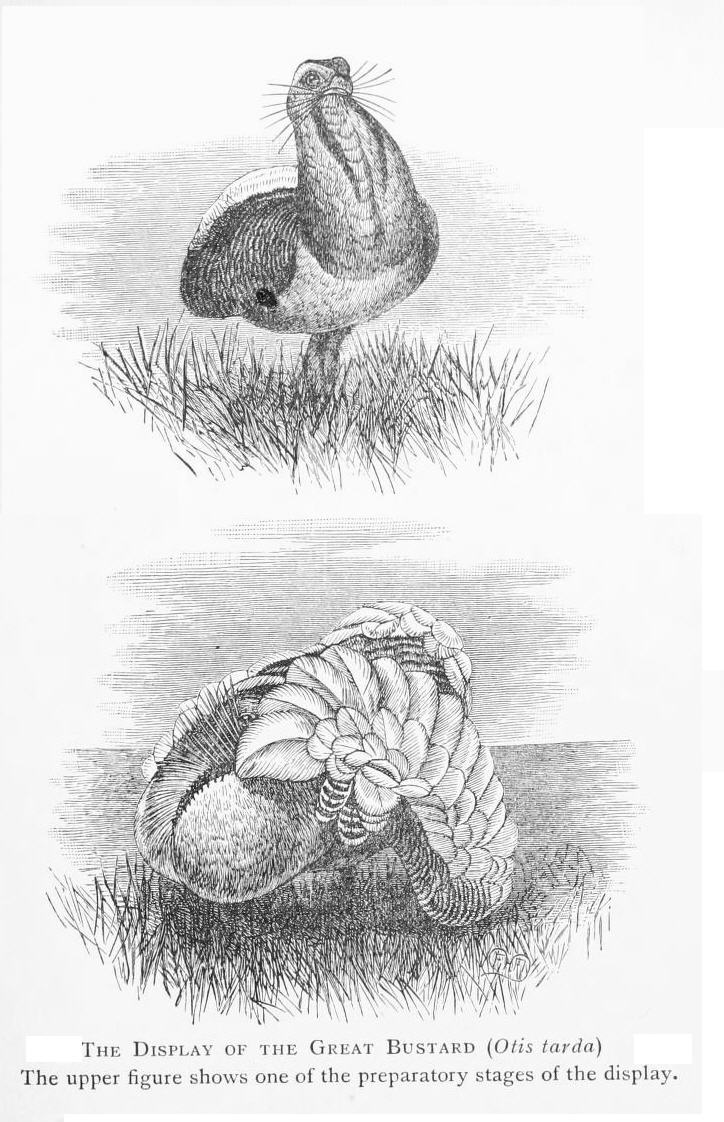
Posturas de cortejo del macho.

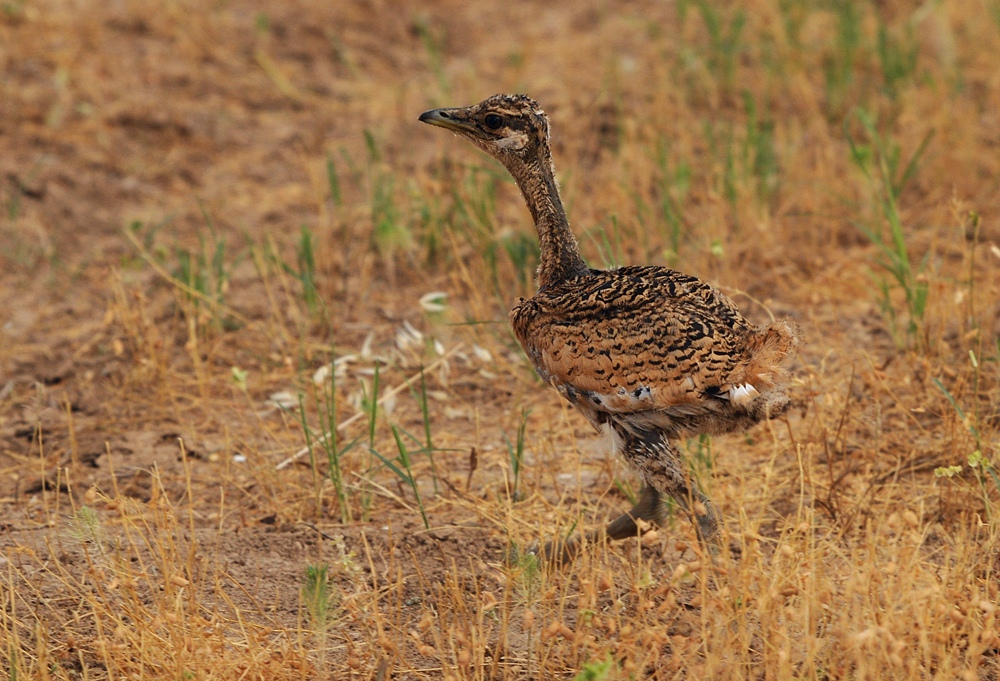
Juvenil de avutarda.

Las avutardas crían a partir de marzo. El tipo de reproducción se basa en leks poligínicos dispersos, que son áreas donde los machos agrupan a las hembras y exhiben su cortejo para aparearse. Este cortejo se denomina «rueda» y en España tiene su momento cumbre desde mediados de marzo a principios de abril. Antes de la época de cría, los machos mudan su plumaje para adquirir su plumaje reproductor alrededor de enero. Los machos establecen su dominancia en sus grupos durante el invierno, enfrentándose violentamente con embestidas y picotazos entre ellos. Como el resto de las avutardas, los machos de avutarda común hacen exhibiciones y compiten por la atención de las hembras en el lek. Un macho dominante puede aparearse con varias hembras. En esta especie la exhibición es muy llamativa y empieza con un pavoneo de los machos mientras hinchan sus gargantas hasta el tamaño de un balón de fútbol. Entonces se inclinan hacia delante ocultando su cabeza echándola hacia atrás con la barbilla apuntando hacia arriba. A continuación alzan su cola hasta pegarla a la espalda mientras giran las alas exponiendo el plumaje blanco de la parte inferior, que generalmente está oculto, con las plumas de vuelo plegadas, pero las secundarias blancas erizadas. En esta posición los machos pueden caminar durante varios minutos con la cabeza oculta y sus plumas ahuecadas, mostrando una figura que puede describirse como una bola blanca con patas.

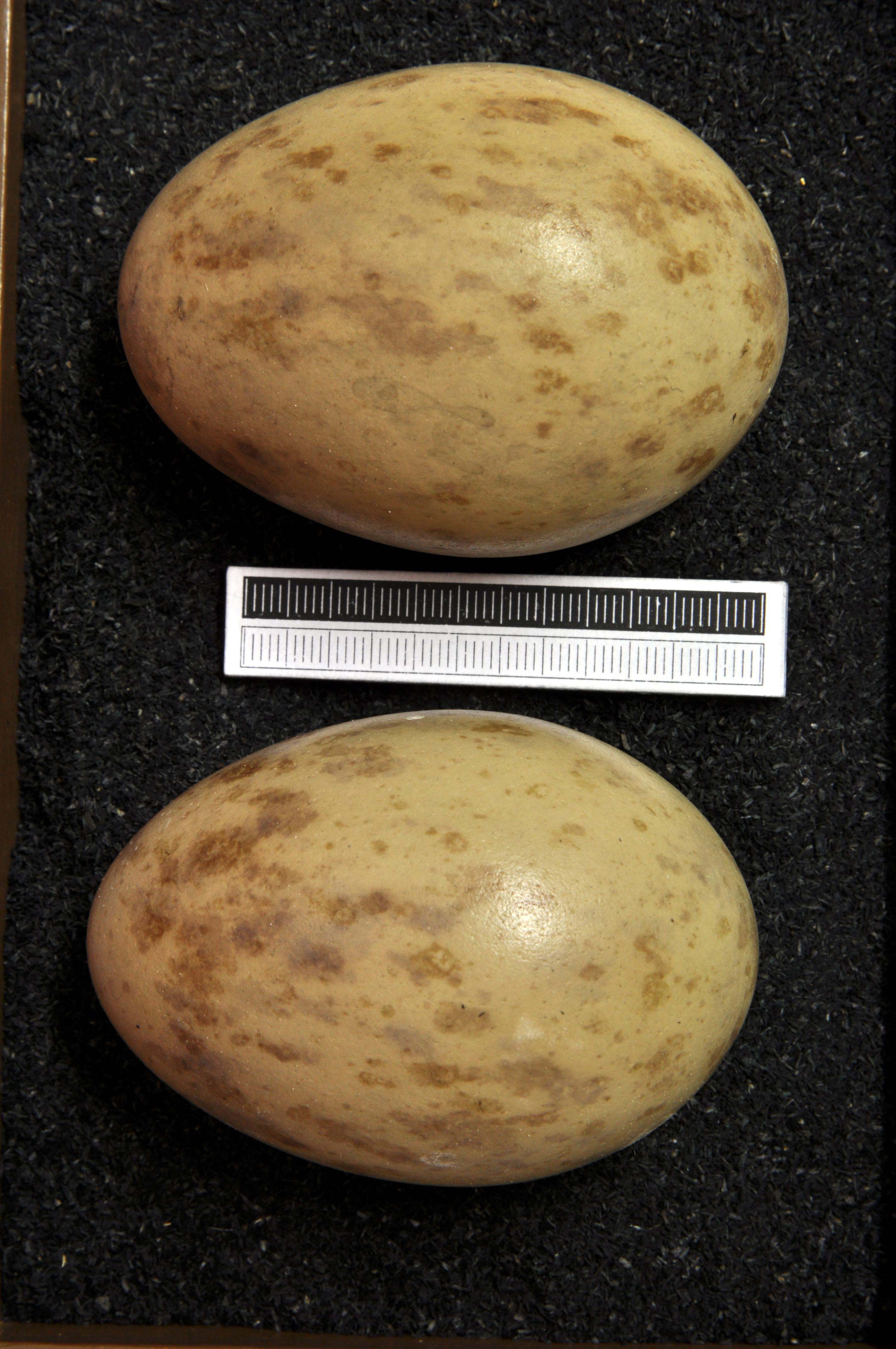
Huevos de avutarda en la colección del Museo de Wiesbaden.

Una vez que la hembra se ha apareado, se dedica en solitario a las tareas de la crianza. La época de nidificación va de abril a junio y la puesta suele ser de dos a tres huevos de color oliváceo brillante, ligeramente moteados de pardo-oscuro. Los huevos pesan unos 150 g y miden de media unos 79,4 mm de alto y 56,8 mm de ancho. La avutarda no construye nido, únicamente excava superficialmente en el suelo, donde deposita los huevos. Anida en zonas llanas o laderas ligeras, situadas generalmente cerca del emplazamiento del lek principal. Los nidos se sitúan en agrupaciones espaciadas que, según un estudio realizado en Mongolia interior, se encuentran a una distancia mínima de 9 metros entre ellos. En el mismo estudio se indicaba que los nidos se situaban a media altura de las colinas, en elevaciones de entre 190 y 230 m de altitud. Los emplazamientos de los nidos generalmente se sitúan entre la hierba densa de entre 15 y 35 cm de alto, probablemente para protegerlos de los depredadores y el exceso de sol. La hembra incuba sola durante 21-28 días. Los pollos recién nacidos son nidífugos, es decir, son capaces de andar y abandonan en nido en compañía de su madre, a la que acompañarán durante varios meses. Los machos jóvenes se independizan antes, pero las hembras jóvenes permanecen con las madres hasta la siguiente temporada de cría. Las jóvenes avutardas adquieren su plumaje adulto a los dos meses, al tiempo que empiezan a volar, y a los 3 meses ya vuelan distancias razonables. Antes del plumaje definitivo los polluelos están recubiertos de un plumón de color sepia con veteado claro que les camufla entre la hierba seca mientras permanecen inmóviles. Los machos alcanzan la madurez reproductiva a los 5 y 6 años, aunque algunos empiezan antes con su comportamiento de cortejo. En cambio las hembras empiezan a reproducirse entre los 2 y 3 años. Todas las avutardas reproductoras vuelven a mudar su plumaje de nuevo entre junio y septiembre.

### Longevidad y mortalidad
Las avutardas comunes generalmente viven unos 10 años, pero se sabe que algunas viven 15 años o más. La máxima longevidad registrada en la especie es de 28 años. Al parecer los machos adultos tienen una tasa de mortalidad mayor que las de las hembras debida a las violentas luchas entre machos que se producen durante la época de cría. Gran cantidad de machos perecen en sus dos primeros años de madurez debido a esta causa.
Aunque hay poca información detallada sobre sus depredadores, alrededor del 80% de las avutardas comunes mueren en su primer año de vida, muchas víctimas de depredadores. Los polluelos son objeto de depredación por ser aves terrestres incapaces de volar. Entre los depredadores de huevos y polluelos recién eclosionados se cuentan las rapaces, los córvidos, zorros, erizos, tejones (Meles ssp.), martas (Martes ssp.), ratas (Rattus ssp.) y jabalíes (Sus scrofa). Los principales depredadores naturales de los nidos quizás sean los zorros comunes y las cornejas (Corvus cornix). Los polluelos crecen muy deprisa; a los seis meses ya alcanzan los dos tercios del tamaño adulto, y sus principales depredadores son los zorros, los linces, lobos, perros, chacales y águilas. Las avutardas de cualquier edad y sexo se encuentran entre las presas del búho real (Bubo bubo). El llamativo y conspicuo comportamiento de los machos adultos durante la época de cría puede atraer a los mismos mamíferos depredadores que cazan a los pollos, como los lobos y los linces, mientras que las hembras, más discretas, a veces pueden ser atacadas por las grandes águilas. Sin embargo los casos de depredación entre los adultos son raros debido a su tamaño, su agilidad y la seguridad que les proporciona su comportamiento grupal.
Ocasionalmente, se producen otras causas naturales de mortalidad, especialmente la hambruna en los duros meses de invierno. Sin embargo, las principales causas de mortalidad de la especie en los últimos siglos se deben a las actividades humanas como la caza, las actividades agrícolas que perturban o destruyen los nidos, el uso de pesticidas, la construcción de carreteras o los vallados y tendidos eléctricos.

## Estado de conservación
Se trata de una especie calificada como especie vulnerable según criterios UICN, debido al declive que han sufrido la mayoría de sus poblaciones por la pérdida y fragmentación de su hábitat. Los factores principales que han determinado esta reducción han sido la intensificación agrícola, la extensión de los cultivos de regadío, la construcción de infraestructuras (carreteras, líneas eléctricas, urbanizaciones), la caza y el uso de pesticidas. En el pasado su área de distribución fue mucho mayor, ya que se ha extinguido en la mayor parte de Europa durante los siglos XIX y XX (por ejemplo en las islas británicas en 1832 y en Rumanía en 1967).
A pesar de la prohibición de su caza desde 1980, en España la avutarda se encuentra amenazada por la degradación y reducción de su hábitat natural debido a roturaciones de zonas esteparias, conversión a regadío de los secanos, concentración parcelaria, desaparición de linderos, barbechos y rastrojos, desaparición de mosaicos de cereal, olivar, viñedo y almendral, así como al aumento de la presencia humana, vallado de fincas, tendidos eléctricos, uso de plaguicidas, furtivismo, etc. Otras amenazas para su hábitat son la proliferación de infraestructuras o las molestias derivadas de actividades de ocio (caza o vehículos todo-terreno).